# Bahía Blanco
Bahía Blanco (en inglés: Blanco Bay) es una bahía ubicada al norte de Puerto Argentino/Stanley, isla Soledad, Islas Malvinas, al noroeste del Aeropuerto de Puerto Argentino/Stanley. Además, forma parte del sector oeste de Puerto Groussac.